# Pingtan
Il píngtán (cinese tradizionale: 評彈 , cinese semplificato: 评弹) è una forma di spettacolo diffusa nelle province cinesi del Jiangsu e del Zhejiang, consistente nella narrazione di storie (recitate o cantate in Lingua wu) con o senza accompagnamento musicale.
Il termine pingtan identifica due tipi di narrazione: il pínghuà (cinese tradizionale: 評話 , cinese semplificato: 评话), il cui repertorio è in gran parte costituito da racconti epici tratti dai romanzi classici recitati con uno stile semplice e vigoroso, e il táncí (cinese tradizionale: 彈詞 , cinese semplificato: 弹词), caratterizzato da storie d'amore e di costume recitate o cantate in uno stile più leggero ed elegante e con l'accompagnamento di strumenti a corda pizzicata.